# Källeryds socken
Källeryds socken i Småland ingick i Mo härad (före 1751 i Västbo härad), ingår sedan 1971 i Gnosjö kommun i Jönköpings län och motsvarar från 2016 Källeryds distrikt.
Socknens areal är 71,25 kvadratkilometer, varav land 66,25. År 2000 fanns här 644 invånare. Tätorten Nissafors med sockenkyrkan Källeryds kyrka ligger i socknen. 

## Administrativ historik
Källeryds socken har medeltida ursprung och ingick före 1751 i Västbo härad.
Vid kommunreformen 1862 övergick socknens ansvar för de kyrkliga frågorna till Källeryds församling och för de borgerliga frågorna till Källeryds landskommun. Landskommunen inkorporerades 1952 i Gnosjö landskommun som 1971 uppgick i Gnosjö kommun.
1 januari 2016 inrättades distriktet Källeryd, med samma omfattning som församlingen hade 1999/2000.  
Socknen har tillhört samma fögderier och domsagor som Mo härad. De indelta soldaterna tillhörde Jönköpings regemente, Mo härads kompani och Smålands grenadjärkår, Jönköpings kompani.

## Geografi
Källeryds socken ligger öster om Nissan. Socknen är en skogs- och mosstrakt.

## Fornlämningar
Känt från socknen är några boplatser från stenåldern samt några rösegravar med stensättningar från järnåldern.

## Namnet
Namnet (1411 Keldarydh ) kommer från kyrkbyn. Förleden innehåller kälda, källa. Efterleden är ryd, röjning.

### Fotnoter
1. 1 2  Svensk Uppslagsbok andra upplagan 1947–1955: Källeryd socken
2. 1 2  Harlén, Hans; Harlén Eivy (2003). Sverige från A till Ö: geografisk-historisk uppslagsbok. Stockholm: Kommentus. Libris 9337075. ISBN 91-7345-139-8
3. ↑  Administrativ historik för Källeryd socken (Klicka på församlingsposten). Källa: Nationella arkivdatabasen, Riksarkivet.
4. ↑  Indelta soldater, torp och rotar i Jönköpings län Arkiverad 24 januari 2012 hämtat från the Wayback Machine. Jönköpingsbygdens Genealogiska Förening
5. 1 2  Sjögren, Otto (1931). Sverige geografisk beskrivning del 2 Östergötlands, Jönköpings, Kronobergs, Kalmar och Gotlands län. Stockholm: Wahlström & Widstrand. Libris 9939
6. 1 2  Nationalencyklopedin
7. ↑  Fornlämningar, Statens historiska museum: Källeryds socken
8. ↑  Fornminnesregistret, Riksantikvarieämbetet: Källeryds socken Fornminnen i socknen erhålls på kartan genom att skriva in sockennamn (utan "socken") i "Ange geografiskt område"
9. ↑  Mats Wahlberg, red (2003). Svenskt ortnamnslexikon. Uppsala: Institutet för språk och folkminnen. Libris 8998039. ISBN 91-7229-020-X. https://isof.diva-portal.org/smash/get/diva2:1175717/FULLTEXT02.pdf